# Kanton Roquemaure
Kanton Roquemaure (francouzsky Canton de Roquemaure) je francouzský kanton v departementu Gard v regionu Languedoc-Roussillon. Tvoří ho devět obcí.

## Obce kantonu
- Laudun-l'Ardoise
- Lirac
- Montfaucon
- Roquemaure
- Saint-Geniès-de-Comolas
- Saint-Laurent-des-Arbres
- Saint-Victor-la-Coste
- Sauveterre
- Travel